# Moreira (Monção)
Moreira est l'une des paroisses (freguesias) de la ville de Monçao, au nord du Portugal.

## Démographie
Le village compte 487 habitants en 2011.

## Localisation
La paroisse de Moreira se situe à six kilomètres de la ville de Monção. 
Elle fait frontière avec Pinheiros et Cambeses au nord, Parada à l'est, Trute et Barroças e Taias au sud et Pias à l'ouest. 
Ses principaux lieux-dits se nomment Fundevila, Prados, Parentela, Pisco, Pinheiral, Valterra, Cortinhas, Valinha , Almoriz, Outeirinho, Granja, Vila, Catelinha, Paço, Tomada, Outeiro, Tras-do-Rio, Venda et Cidade.

## Culture
La sainte patronne du village est Nossa Senhora da Natividade.